# Fuente el Saz de Jarama
Fuente el Saz de Jarama ist eine zentralspanische Gemeinde (municipio) mit 7.379 Einwohnern (Stand: 2024) im Osten der Autonomen Gemeinschaft Madrid. 

## Lage
Fuente el Saz de Jarama liegt im Osten der Gemeinschaft Madrid. Die Gemeinde grenzt an Algete, El Molar, Ribatejada, Valdeolmos-Alalpardo und Valdetorres de Jarama.

## Bevölkerungsentwicklung
| 1842 | 1900 | 1950 | 1981 | 1991 | 2001 | 2011 |
| ---- | ---- | ---- | ---- | ---- | ---- | ---- |
| 710  | 761  | 816  | 1423 | 2658 | 4813 | 6252 |